# Ояш (река)
Ояш — река в России, протекает в Новосибирской области. Устье реки находится в 2830 км от устья по правому берегу реки Обь (Бибеевская протока возле села Старобибеево).
Населённые пункты на реке: Новобибеево, Ояш, Балта, Бурлиха, Горн, Кривояш.

## Бассейн
- Падун (пр)
- Каргалы (лв)
- 6 км: Здрева (пр)
  - Каменка (лв)
- Бабушка (лв)
- 52 км: Балта (лв)
  - 7 км: Анюшка (лв)
  - 9 км: Горбуниха (лв)
    - Малая Горбуниха (лв)

  - 20 км: Круть-Балта (лв)
  - Каменушка (лв)
- 60 км: Сарбоян (Кубовка?) (лв)
  - 17 км: Сынок (лв)
- 70 км: Чебула (пр)
  - 4 км: Зеленая (лв)
- 73 км: Ояшенка (лв)
  - Черемшанка (пр)

## Данные водного реестра
По данным государственного водного реестра России относится к Верхнеобскому бассейновому округу, водохозяйственный участок реки — Обь от Новосибирского гидроузла до впадения реки Чулым, без рек Иня и Томь, речной подбассейн реки — бассейны притоков (Верхней) Оби до впадения Томи. Речной бассейн реки — (Верхняя) Обь до впадения Иртыша.